# 七滝川
七滝川（ななたきがわ）は、秋田県仙北郡美郷町を流れる雄物川水系丸子川の支流である。

## 地理
全国でもまれな土地改良区が所有する七滝山（776．7m）山麓に端を発し、六郷扇状地を形成する善知鳥川と同時に丸子川に合流する。合流地点には円形分水工があり、「七滝用水」により周辺の田畑に灌漑されている。

## 流域の自治体
仙北郡美郷町

## 七滝水源かん養保安林
七滝山山麓に広がる森林で「七滝水源かん養保安林」として水源の森百選に指定されている。
| 山岳   | 面積(ha) | 標高(m)    | 人工林(%) | 天然林(%) | 主な樹種             | 制限林           | 種類                   | 流量(m3/日) |
| ------ | -------- | ---------- | --------- | --------- | -------------------- | ---------------- | ---------------------- | ----------- |
| 七滝山 | 251.3    | 200～776.7 | 46        | 54        | ブナ・スギ・ミズナラ | 水源かん養保安林 | 湧水源、流水（七滝川） | 233,000     |

七滝山谷や七滝用水は七滝土地改良区が管理しており、河川の水は灌漑用水のみならず六郷扇状地に浸透し名水百選六郷湧水群の水源林の役割も担っている。
- 所在地：秋田県仙北美郷町六郷東根字七滝（データは指定年1995年（平成7年）7月）